# القوابیه
ال قوابیه یک منطقهٔ مسکونی در عربستان سعودی است که در استان مکه واقع شده‌است.